# Kári P. Højgaard
Kári Páll Højgaard (Strendur, 1951. július 21.) feröeri postamester és politikus, a Sjálvstýrisflokkurin tagja és korábbi elnöke. 2011-től 2013-ig belügyminiszter volt.

## Pályafutása
1967 és 1971 között tengerészként, majd postásként dolgozott, 1976 óta postamester.

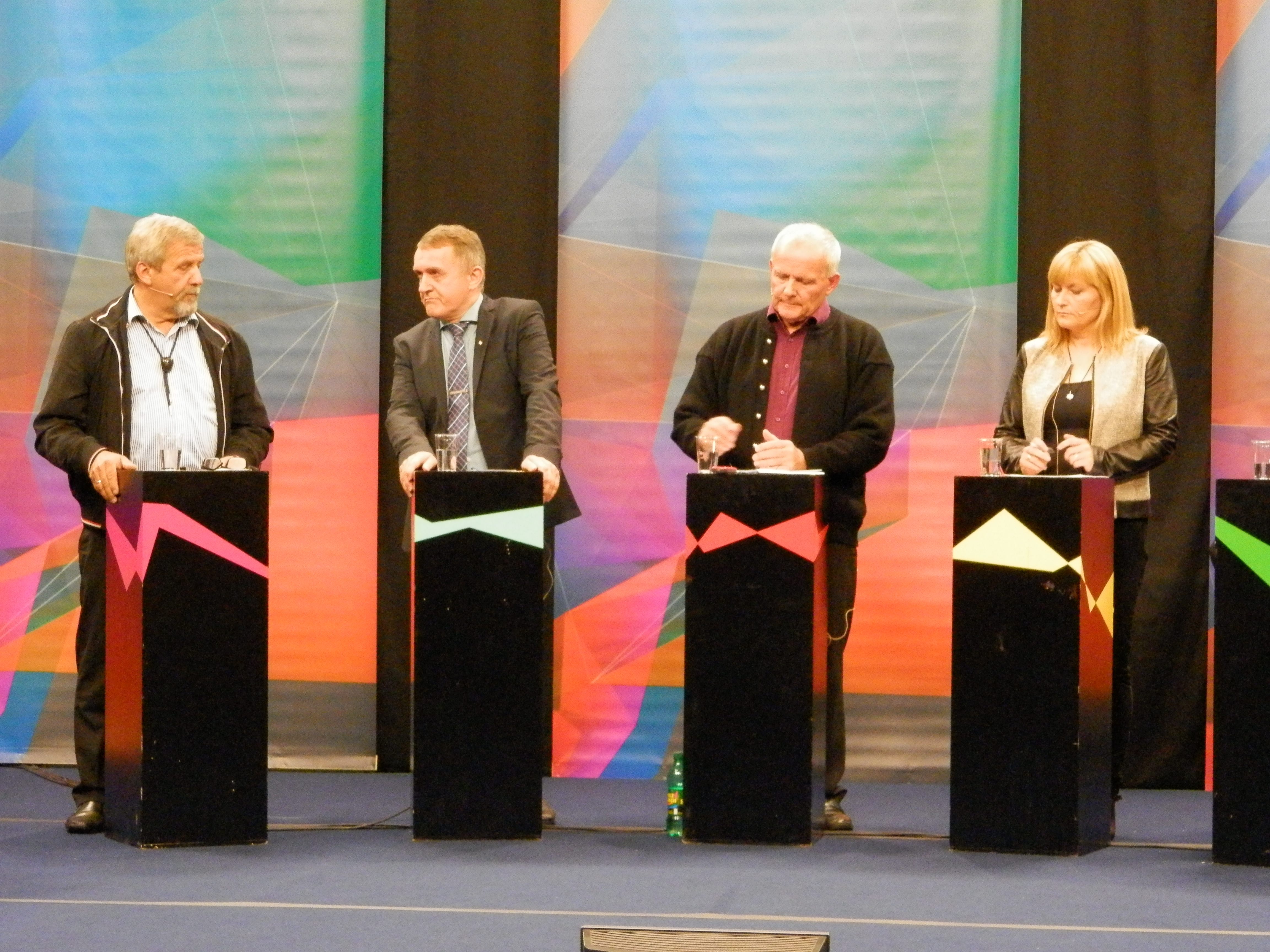
Választási vita a Kringvarp Føroya stúdiójában 2015 augusztusában

1989-től Runavík község tanácsának tagja, 2005-től a község alpolgármestere volt 2008-ig, amikor nem indult újra a helyi választáson. 1998 és 2002 között a Løgting póttagja volt, 2001-től helyettes képviselő Sámal Petur í Grund helyett. Ugyanettől az évtől a párt frakcióvezetője is, majd 2002-ben saját jogon is beválasztották a parlamentbe. 2003-ban vette át a párt vezetését Eyðun Elttørtől. 2004 és 2008 között a parlament ellenőrző bizottságának elnöke volt.

## Magánélete
Szülei Jenny szül. Poulsen és Meinhardt Højgaard. Feleségével, Simona Højgaarddal és hat gyermekükkel együtt Saltangarában él.

## Fordítás
- Ez a szócikk részben vagy egészben az Kári P. Højgaard című norvég Wikipédia-szócikk ezen változatának fordításán alapul.  Az eredeti cikk szerkesztőit annak laptörténete sorolja fel. Ez a jelzés csupán a megfogalmazás eredetét és a szerzői jogokat jelzi, nem szolgál a cikkben szereplő információk forrásmegjelöléseként.